# 고구려의 후연 침공
고구려의 후연 침공은 402년부터 407년까지 고구려의 광개토대왕이 군대를 이끌고 후연을 침공한 사건이다.

## 1차 후연 침공 (402년)
고구려가 후연의 숙군성(宿軍城)을 공격하여 함락시켰다.

## 2차 후연 침공 (404년)
숙국성을 함락시킨지 약 2년만에 다시 공격하여 연군을 함락시켰다.

## 3차 후연 침공 (407년)
광개토대왕이 5만 군대를 동원하여 후연 군대를 격파하여 막대한 전리품을 노획하고 돌아오는 길에 후연의 6개 성을 점령하였다. 후연을 견제하기 위하여 남연(南燕)과 우호관계를 맺기도 하였다.

## 참고 문헌
- https://www.dbpia.co.kr/journal/articleDetail?nodeId=NODE10826750
- 영락 (고구려)